# Section photographique et cinématographique des Armées

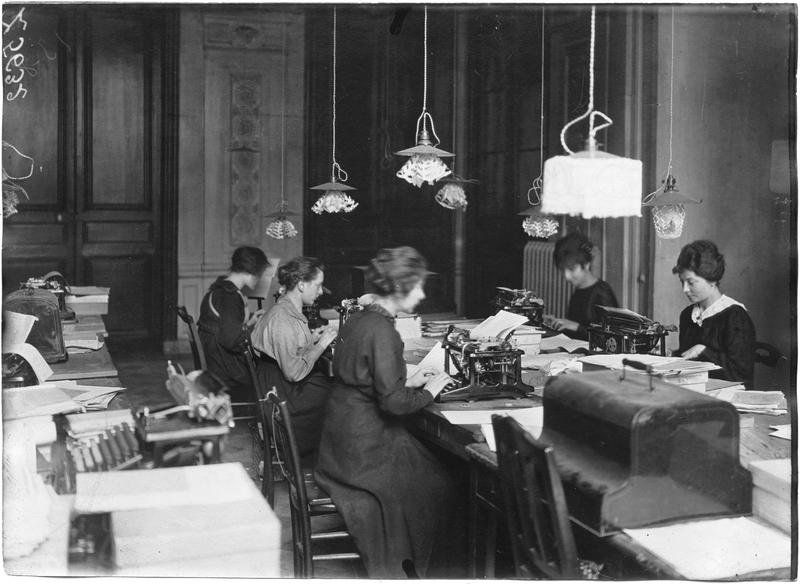
Bureau des secrétaires de la Section photographique et cinématographique de l'Armée (1917).

La Section photographique et cinématographique des Armées (S.P.C.A) est un organisme français de cinéma fondé en février 1915 et dissous en 1919, remplacé par le Service d'informations et de relations publiques des armées.

## Historique

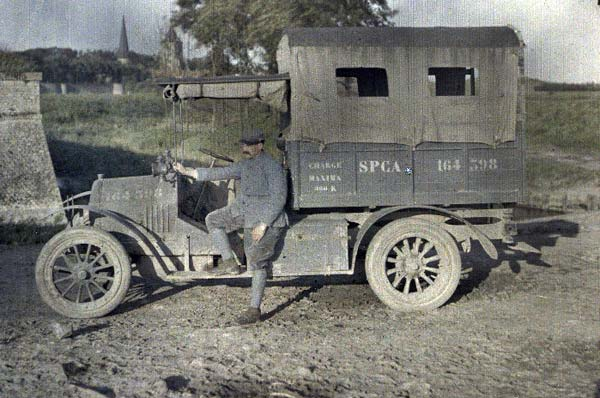
Camion de la SPCA en 1917.

Au début de l'année 1915, le ministère de la Guerre (dirigé par Alexandre Millerand) et les sociétés cinématographiques créent la section cinématographique de l'armée (SCA). Peu après est créée la section photographique de l'armée (SPA) afin de contrer la propagande allemande et de constituer des archives. Les deux entités fusionnent en 1917, et les équipes sur le terrain sont constituées d'un photographe et d'un cadreur. Les firmes Pathé, Éclipse et Éclair éditent des journaux d'actualité diffusés dans les salles de cinéma de l'époque. Le service est dirigé par le Lieutenant J.L. Croze qui avait demandé la création de ce type d'organisme dès août 1914.
À partir de 1917, le SPCA devient un organisme important, et les cinéastes mobilisés à l'époque sont presque tous affectés à ce corps. De nombreux opérateurs sont tués, prisonniers ou blessés.
Chaque semaine, la S.P.C.A. éditait une bande documentaire de 200 mètres, intitulée Les Annales de la Guerre.
Les importantes archives de films et de photos sont conservées au musée de l'Armée à Vincennes jusqu'en 1940.
Le SPCA a été remplacé ultérieurement par le Service d'informations et de relations publiques des armées (SIRPA) et l'Établissement de communication et de production audiovisuelle de la Défense (ECPAD).